# Krister von Albedyll

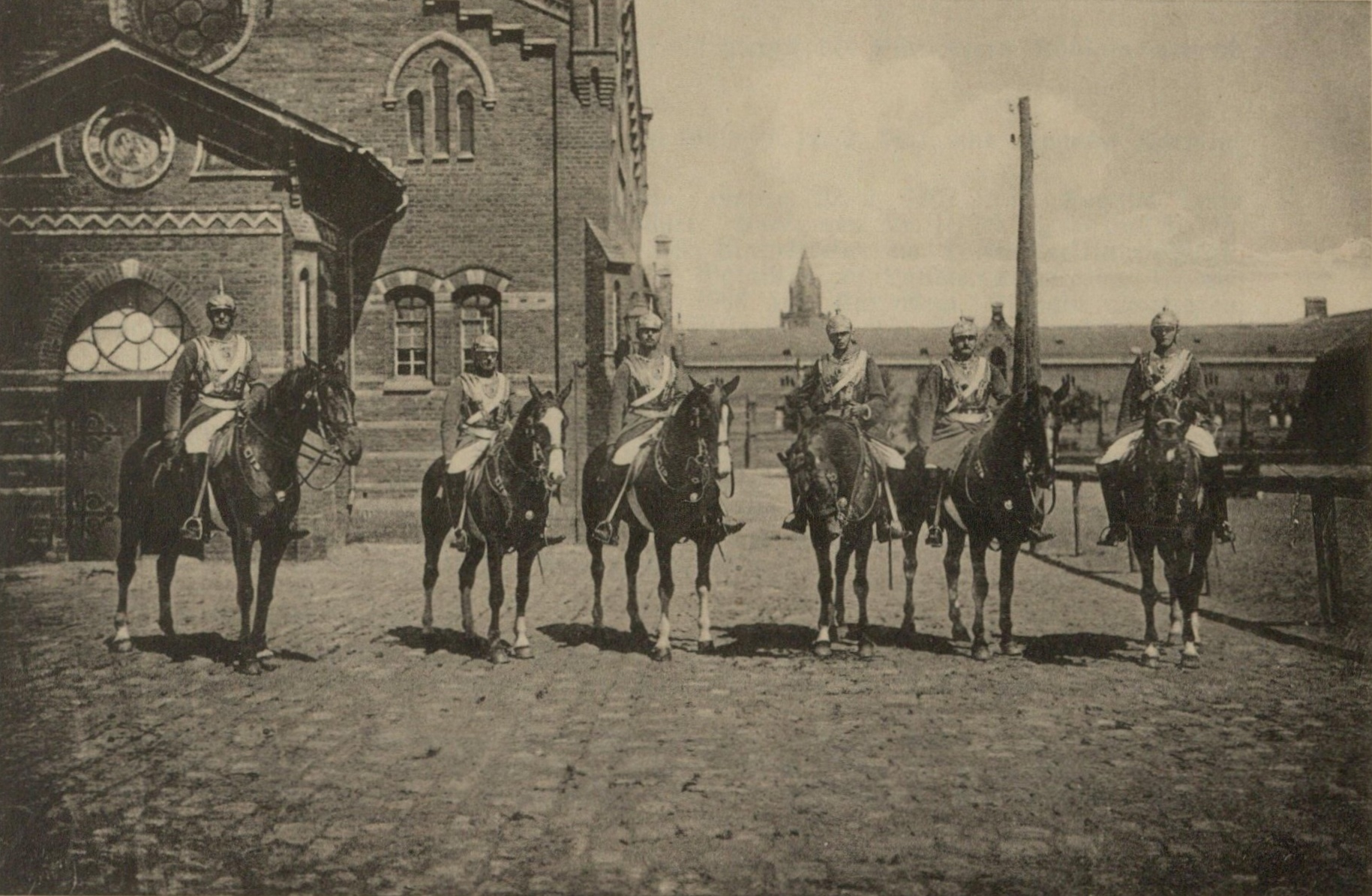
Krister von Albedyll (3. von rechts) als Rittmeister im Kürassier-Regiment „Königin“ (Pommersches) Nr. 2, Juni 1911.

Krister Reinhold Georg Ernst von Albedyll (* 20. Mai 1876 in Pasewalk; † 18. März 1942 ebenda) war ein deutscher Major und Schriftsteller.

## Leben

### Herkunft
Krister entstammte dem Adelsgeschlecht von Albedyll und war ein Sohn des preußischen Generals der Kavallerie Georg von Albedyll (1835–1907) und dessen Ehefrau Elisabeth, geborene von Wedel (1838–1919). Er hatte vier Geschwister, darunter der preußische Generalmajor Heinrich von Albedyll (1865–1942). Seine Schwester Paula (1861–1930) war mit dem preußischen General der Kavallerie Victor von Hennigs (1848–1930) verheiratet.

### Militärkarriere
Als Fahnenjunker trat Krister von Albedyll am 4. Mai 1894 in das Dragoner-Regiment „Freiherr von Derfflinger“ (Neumärkisches) Nr. 3 der Preußischen Armee ein. Einen großen Teil seiner Dienstzeit verbrachte er ab 1905 – mit Unterbrechungen – im Kürassier-Regiment „Königin“ (Pommersches) Nr. 2 (Beförderung zum Oberleutnant 1905, Rittmeister 1911 und zum Major 1918). Nach Ende des Ersten Weltkrieges, in dem er mit dem Eisernen Kreuz 2. Klasse ausgezeichnet worden war, schied Albedyll 1919 aus dem Militär aus. In Folge verfasste er mehrere Bücher zu seiner Heimatstadt Pasewalk und zur Militärgeschichte, darunter eine Fortsetzung der von seinem Vater in zwei Bänden begonnenen Geschichte des Kürassier-Regiments Nr. 2.

### Familie
Krister von Albedyll heiratete am 15. April 1898 in Berlin Melanie von Köller (* 1877) aus dem Hause Schönwalde. Aus der Ehe gingen drei Söhne hervor.

## Schriften
- Gedenkblätter der Königin-Kürassiere mit Nachträgen und Fortsetzung der Personalien aus der Regimentsgeschichte bis 1919. Buchdruckerei von Julius Scheidling, Pasewalk 1919, urn:nbn:de:gbv:9-g-5270038. (Umfangreiche biographische Darstellung der Offiziere des Regiments, weiterhin Verlustlisten des Regiments im Ersten Weltkrieg)
- Die alte Garnisonstadt Pasewalk. Scheidling, Pasewalk 1925.
- Soldaten und Garnisonen in Pommern und im Bezirk des II. Armee-Korps. Saunier, Stettin 1926, urn:nbn:de:gbv:9-g-5275535.
- mit Friedrich von Wiedebach und Nostitz-Jänkendorf: Geschichte des Kürassier-Regiments Königin (Pommersches) Nr. 2. Teil 3: 1904–1919. F. Hessenland, Stettin 1931.
- Aus der Geschichte der Stadt Pasewalk. Wendorff, Pasewalk 1931.
- Die Hohenzollern in Pasewalk. Eigenverlag, Pasewalk 1931.
- Die Nachkommen des Königlich Preussischen Kapitäns a. D. Ernst David Ludwig von Wedel, Herrn auf Blankensee, und seiner Gattin Henriette Juliane Luise geb. von Burghagen, aus dem Hause Pumptow. F. Hessenland, Stettin 1932.